# Noriaki Sugiyama
 (septembre 2013).
Si vous disposez d'ouvrages ou d'articles de référence ou si vous connaissez des sites web de qualité traitant du thème abordé ici, merci de compléter l'article en donnant les références utiles à sa vérifiabilité et en les liant à la section « Notes et références ».
Noriaki Sugiyama est un seiyū japonais et un acteur surtout connu pour ses rôles de Sasuke Uchiwa dans la série japonaise Naruto et Ishida Uryu dans la série Bleach.
Il est affectueusement connu par ses fans sous le nom de « Non-tan ». C'est un surnom que lui a donné Junko Takeuchi sur les ondes de l'émission de radio japonaise Oh ! Naruto Nippon !.

## Rôles pour desanime
Personnages principaux en gras
- Black Butler (William T.Spears)
- Bleach (Uryū Ishida)
- Bleach: Hell Verse (Uryū Ishida)
- Boogiepop Phantom (Tetsu Yabe)
- Boruto: Naruto Next Generations (Sasuke Uchiha)
- Code Geass : Lelouch of the rebellion (Rivalz Cardemonde, Kento Sugiyama, voix additionnelles)
- Code Geass: Lelouch of the Rebellion R2 (Rivalz Cardemonde, Kento Sugiyama, Bart (ep 2,4), voix additionnelles)
- D.Gray-man Hallow Arystar Kror
- Damekko Dōbutsu (Usahara)
- Dark Shell (Fukushima)
- Fate/stay night (Shirō Emiya)
- Full Metal Panic? Fumoffu (Crewman)
- Fushigiboshi no Futagohime Gyu! (Hills)
- Gintama (Sniper Kame (ep 92))
- Hetalia: Axis Powers (Angleterre)
- Hinomaru Sumo (Yomoda Jin)
- Kamichu! (Inu-Oshu)
- Keppeki Danshi! Aoyama-kun (Gaku Ishikawa)
- Koutetsu Sangokushi (Chouun Shiryuu)
- La Fille des enfers (Mamoru Hanakasa)
- The Law of Ueki (Ancho Kabara)
- Mirage of Blaze (Voix additionnelles)
- Mob Psycho 100 II (Shimazaki Ryo)
- Moyashimon (Takuma Kawahama)
- Naruto (Sasuke Uchiha)
- Naruto Shippûden (Sasuke Uchiha)
- Ōkiku Furikabutte (Junta Takase)
- One Piece (Vinsmoke Ichiji)
- ReLIFE (Akira Inukai)
- Saiunkoku Monogatari (Shōrin, Yōshun, Santa)
- Seiken no Blacksmith (Luke)
- Sentō Yōsei Yukikaze (Ito)
- Toward the Terra (Tony)
- BOFURI: I Don't Want to Get Hurt, so I'll Max Out My Defense. (Chrome)

## Doubleur pour des séries non japonaises
- 24 (Rick Allen)
- D.I.C.E. (Robert Clapice)
- 'Foster, la maison des amis imaginaires (Blooregard « Bloo » Q. Kazoo)
- La Ligue des justiciers (Ray Thompson)
- Welcome to Eltingville (Pete DiNunzio)
- Power Rangers : Mighty Morphin (Billy Cranston, Lizzinator, Doomstone)
- Hé Arnold !
- Phinéas et Ferb (Buford Van Stomm)

## Jeux vidéo
- Ar tonelico III (Aoto)
- Atelier Annie: Alchemists of Sera Island (Hans Arlens)
- Fate/stay night Realta Nua (Shirō Emiya)
- Fate/unlimited codes (Shirō Emiya)
- Riviera: The Promised Land (Hector)
- Heart no Kuni no Alice (Boris=Airay)
- Final Fantasy Crystal Chronicles: The Crystal Bearers (Keiss)
- Infinite Undiscovery (Kiriya)
- Naruto: Ultimate Ninja (series) (Sasuke Uchiwa)
- Naruto: Clash of Ninja (series) (Sasuke Uchiwa)
- Naruto: Uzumaki Chronicles (Sasuke Uchiwa)
- Naruto: Uzumaki Chronicles 2 (Sasuke Uchiwa)
- Naruto: Rise of a Ninja (Sasuke Uchiwa)
- Naruto: The Broken Bond (Sasuke Uchiwa)
- Naruto: Ninja Destiny (Sasuke Uchiwa)
- Naruto Shippuden: Ninja Destiny 2 (Sasuke Uchiwa)
- Naruto Shippuden: Ninja Destiny 3 (Sasuke Uchiwa)
- Naruto Shippuden: Legends: Akatsuki Rising (Sasuke Uchiwa)
- Naruto Shippuden: Narutimate Accel 3 (Sasuke Uchiwa)
- One Piece: Pirate Warriors 4 (Ichiji Vinsmoke)
- One Piece Treasure Cruise (Ichiji Vinsmoke)
- Bleach: Soul Resurrección (Uryū Ishida)
- Elsword (Ciel)
- JoJo's Bizarre Adventure: Eyes of Heaven (Bruno Bucciarati)
- JoJo's Bizarre Adventure: All Star Battle (Bruno Bucciarati)
- Lord of Heroes : Aries
- Genshin Impact (Kinich)

## Drama CD
- Chocolatier no Renai Jouken (Asano Youhei)
- Hetalia: Axis Powers (Angleterre)
- Shinshi Doumei Cross (Strahl Tachimiya III)
- Mister Romantist no Koi (Chino Sumitada)
- Yours for an hour, drama CD inspiré de la fanfiction (shonnen-ai, centrée sur la relation entre Naruto et Sasuke) du même nom de Hic iacet Mori

## Noriaki en tant que chanteur
Il a sorti un mini album nommé On the Way, duquel a été extrait le single Fragments. Il n'a qu'un CD à son actif, mais il a aussi chanté sur des CD d'animés tels que :
- Naruto All Stars (Naruto)
- Hetalia CD character number 4 (Hetalia: Axis Powers)
- Bleach Beat Collection (Bleach: Hell Verse)
- Kuroshitsuji II Character Songs Vol.4: William T. Spears (Black Butler (Kuroshitsuji))

Il a aussi participé à un album de Fate/stay night en juin 2007. Le CD d'Hetalia est sorti en juillet 2009.

### Titres interprétés sur son albumOn the Way
- Stainless Night
- On the way
- Christmas on the silk road
- Easter
- New days
- Time passed by
- Fragments

### Titres interprétés pour desanime

#### Naruto All Stars
- Scenario
- Kimimono Gatari

#### Hetalia: Axis Powers Character CD number 4
- Pub and Go
- Absolutely Invincible British Gentleman
- Maru Kaite Chikyuu
- Hatafutte Parade
- Mawaru Chikyuu Rondo
- My friends
- Demon Summoning Song
- Let's Enjoy Today !
- In The Bluebell Woods
- British☆Jet

#### Bleach Beat Collection
- Suigintou no Yoru
- Aesthetics and Identity
- Mekkyakushi no Hokori ni Kakete

#### Fate/stay night
- Kogane no Hikari

### Autre chanson
- Popular lover